# Амгуашхуца
Амгуашхуца (абх. Амгәашхәҵа) — село в Абхазии, в Гагрском районе частично признанной Республики Абхазия, согласно административному делению Грузии — в Гагрском муниципалитете Абхазской Автономной Республики. До 1992 года Клдекари (груз. კლდეკარი). Высота над уровнем моря составляет 800 метров.

## Население
По данным 1959 года в селе Клдекари жило 22 человека, в основном армяне. В 1989 году в селе постоянное население отсутствовало.

## История
Клдекари переименован в Амгуашхуца согласно Постановлению ВС Республики Абхазия от 4 декабря 1992 года. По законам Грузии продолжает носить название Клдекари.